# Amblyseius altiplanumi
Amblyseius altiplanumi är en spindeldjursart som beskrevs av Ke och De-Yu Xin 1982. Amblyseius altiplanumi ingår i släktet Amblyseius och familjen Phytoseiidae. Inga underarter finns listade i Catalogue of Life.